# サンクトペテルブルク市電における貨物輸送

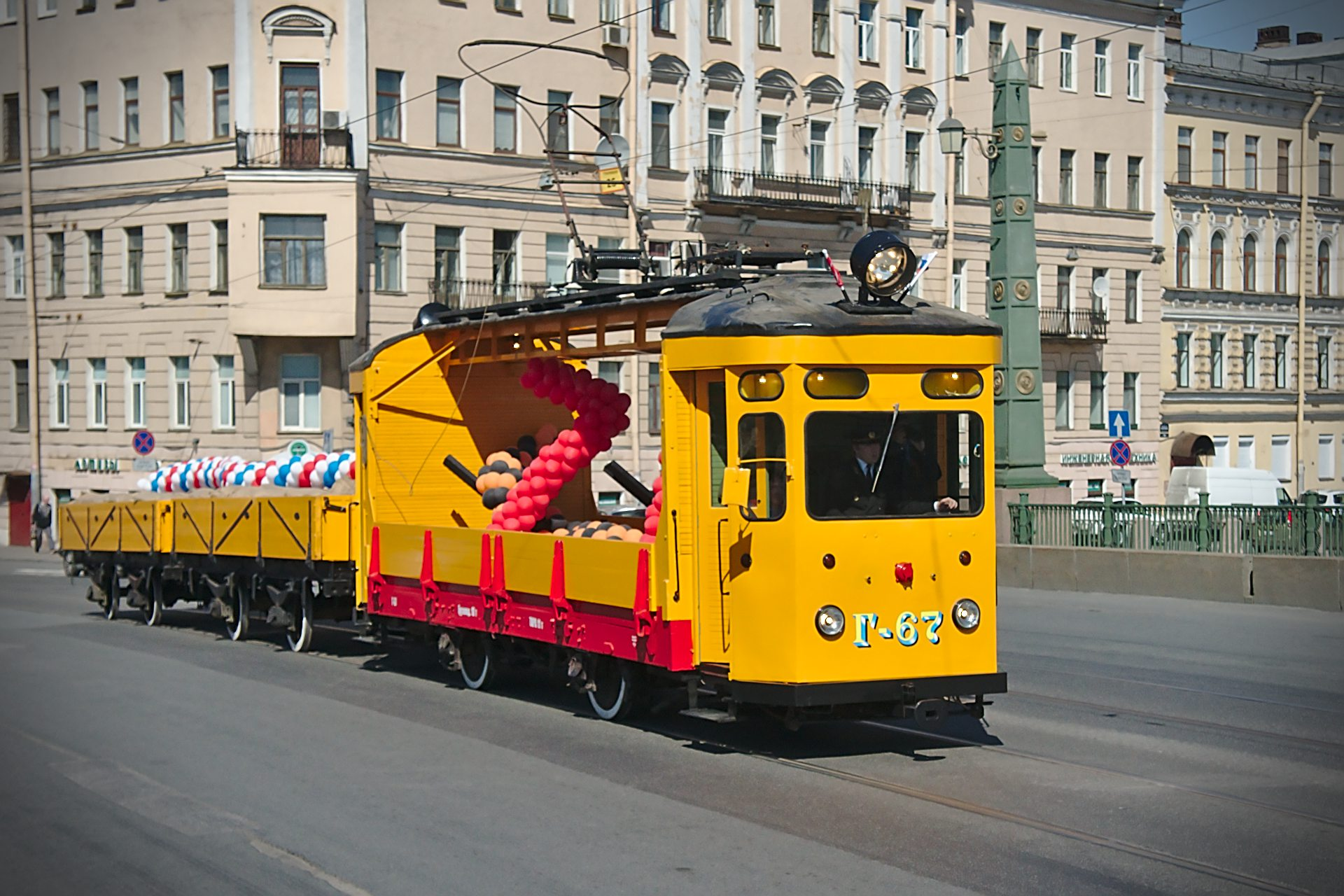
動態保存されているG-67牽引の貨物列車（2015年撮影）

この項目では、ロシア連邦の都市・サンクトペテルブルクの路面電車であるサンクトペテルブルク市電でかつて実施されていた鉄道貨物輸送について解説する。ロシア帝国時代から運行を開始し、ソビエト連邦時代には鉄道駅と市内各地の工場を結び高い需要を有する貨物の輸送手段であったが、需要の減少からソビエト連邦の崩壊後の1997年をもって廃止された。

## 概要・歴史
現在のサンクトペテルブルク市内における軌道交通を用いた貨物輸送は電化前の馬車鉄道時代から既に行われており、電化後は一時的に中止されたものの、1907年から再開された。電化直後の1900年代から1910年代前半までその需要は微々たるものであったが、第一次世界大戦の勃発と共に需要が高まった事で1914年から本格的な貨物列車の運行が開始され、1917年以降は夜間のみならず日中の運行も実施されるようになった。当時の主な貨物は食料や薪に使う木材であった。
運行開始当初は既存の電車や馬車鉄道時代の客車を改造した車両が使われたが、ロシア革命期の内戦が終結し、情勢が安定し始めた1920年代後半以降は地元の工場で新造車両の生産が開始された。これは同年代以降の貨物需要の増加によるもので、ソビエト連邦により決定した五ヶ年計画に基づき、貨物輸送用の専用路線が次々に建設されていき、1933年の営業距離が5.9 kmであったものが1940年には28 kmにまで拡大した。車両数も同年時点で動力を有する電動貨車が67両、この車両に牽引される貨車が177両を記録し、最大43本の列車が運行していた。
その後、第二次世界大戦（大祖国戦争）勃発に伴い、貨物列車は弾薬や燃料、工具などの戦闘に必要な物資の輸送のみならず、ドイツ軍によって包囲されるまで都市から避難する博物館の展示物や企業の大型機器の輸送にも用いられた。包囲後、電力量の大幅な減少により1941年に路面電車は一時全線での運休を余儀なくされたが、ドイツ軍からの攻撃に晒されながらも復旧作業が続き、1942年3月8日に旅客列車に先駆けて貨物列車の運行が再開され、包囲された都市の人々への食糧の供給、瓦礫や降り積もった雪の撤去に尽力した。
終戦後も自動車の輸送力が不足していた事もあって貨物列車の需要は引き続き高く、既に1946年には戦前と同等の輸送量を記録し、1957年時点で年間輸送量は2千tを記録していた。市内各地の工場は路面電車用の専用線を工場内に建設し、鉄道駅との間を結ぶ貨物輸送を実施していた。車両についても、長物車やホッパ車といった各種物資や用途に応じた生産が行われた他、1970年代からは廃車となった旧型路面電車・LM-33を改造した大型車両の導入も実施された。ただし大半の車両は1940年代までに導入された戦前製のものであった。
電機工場、製菓工場、家具工場、製鉄所、醸造所など各地に多くの需要を有していた路面電車の貨物輸送であったが、自動車の発展によりその需要は少しずつ低下し、1971年にはそれまで貨物列車専門に存在していた車庫が閉鎖され、貨物車両は旅客車両と同じ車庫に配置された。ソビエト連邦の崩壊後は更に需要が落ち込み、ケーブルの製造を主事業とする企業・セブカベルへの貨物輸送を最後に、1997年をもってサンクトペテルブルク市電における貨物列車は廃止された。
廃止後も一部車両が保存されているが、その中でもG-67（Г-67）は1940年に製造された電動貨車の中で唯一の残存車両であり、2015年に修復されて以降動態保存が実施されている。